# 1936 Lugano
Az 1936 Lugano (ideiglenes jelöléssel 1973 WD) a Naprendszer kisbolygóövében található aszteroida. Paul Wild fedezte fel 1973. november 24-én.